# Туре, Демба
Демба́ Арма́н Туре́ (фр. Demba Armand Touré; 31 декабря 1984, Дакар, Сенегал) — сенегальский футболист, нападающий.

## Биография

### Клубная карьера
Переехал во Францию, когда Туре исполнилось 10 лет. Начал учиться в футбольном клубе «Олимпик Лион». Свой первый профессиональный контракт подписал в 18 лет и в течение 3 лет входил в состав главной команды клуба, но чаще играл за дубль. За время пребывания в Лионе дважды становился чемпионом Франции. Из-за очень высокой конкуренции не попадал в основу. Поэтому, когда в 2004 году появилась возможность, переехал в швейцарский «Грассхоппер», сразу принял предложения. В нём играл на протяжении двух с половиной лет. Позже его заметило киевское «Динамо», которое является постоянным участником еврокубков.
В апреле 2007 года «Динамо» арендовало Туре до конца сезона с правом выкупа контракта футболиста. В чемпионате Украины дебютировал 22 апреля 2007 года в матче «Динамо» — «Ворскла» (1:1). По итогам сезона 2006/07 «Динамо» стало чемпионом Украины, а Туре провёл всего 4 игры, «Динамо» не подписала игрока и он вернулся в «Грассхопперс». В ноябре 2007 года получил травму и выбыл на четыре месяца.
В январе 2009 года перешёл во французский клуб «Реймс».

### Карьера в сборной
Демба является кандидатом в сборную Сенегала, в октябре 2006 года приглашался для подготовки к отборочным матчам Кубка Африки 2008 года вместо травмированного форварда Мамаду Ньянга. Всего провёл 5 игр и забил 3 гола за сборную в 2007 году.